# Джек Тернер
Джек Тернер (англ. Jack Turner; нар. 1943) — сучасний  американський екофілософ, поборник захисту  дикої природи. Близько 25 років тому Тернер, будучи професором  філософії  Корнельського університету, залишив викладацьку та наукову діяльність і подався в дику природу. В даний час він працює інструктором-гідом в  національному парку Гранд Тетон, багато подорожує по горах світу. Як автор нашумілої книги «Абстрактне дике» (1996), зробив величезний внесок у розвиток ідеї дикої природи.

## Ідеї і думки
Стоячи на радикальних позиціях екоцентризму, Джек Тернер категорично проти будь-якого втручання, будь-якого контролю та управління дикою природою:
|  | Чому б не виділяти великі області дикої природи, де ми обмежуємо всі форми людського втручання : ніяких природоохоронних стратегій, ніякої спроектованої області дикої природи, ніяких доріг, ніяких стежок, ніякого супутникового спостереження, ніяких польотів на вертольотах, ніяких новітніх радіопередавачів, ніяких вимірювальних приладів, ніяких фотографій, даних глобальної системи навігації, ніяких баз даних, наповнених інформацією про місце кожної грані вершини гори, ніяких путівників, ніяких топографічних карт. Нехай будь-яке середовище проживання, яке ми можемо зберегти, якомога більше повернеться до власного порядку. Нехай область дикої природи знову стане білою плямою на наших картах. |

На думку екофілософа людині заважають навчитися любити і поважати дику природу наступні причини:
- відсутність власного досвіду,
- перевага окремим висловлюванням і копіювання наявного досвіду,
- довіра науковим і технічним експертам у питаннях контролю природи,
- схильність до економіки та економічної думки,
- вестернізація,
- гомогенізація світової культури.

Тернер називає себе «войовничим екологічним  фундаменталістом», він говорить про необхідність нашого емоційного зв'язку з дикою природою, про значення ритуальності і священності в поводженні з нею.
Тернер гостро критикує сучасні американські національні парки, де головні принципи — контроль, управління та організація відпочинку, а зовсім не захист свободи дикої природи. Така контрольована дика природа, на його думку, фікція. «Ми не можемо зберігати дику природу як зберігають полуницю зібрану, зварену і закриту в банки. Зберігати дику природу — означає зберігати її автономію і свободу».
Джек Тернер намагається звернути нашу увагу на захист  аури дикої природи. На його думку, втрата аури дикої природи (її духу, священних місць, магічного, святого — всього того, що не піддається чіткому визначенню, аналізу, вимірюванню) є тією головною причиною, чому ми втрачаємо так багато дикої природи.
Критикує Тернер і сучасний  прагматичний підхід у природоохороні: «Для мене ця нова „етика“ охорони природи віддає цинізмом. Наче не зумівши переконати й умовити свою кохану, ви раптово перемикаєтеся на готівку. Нові економічні прихильники охорони природи думають, що вони є раціональними; я думаю, вони ставляться до Матері-природи як до публічного дому… Я вірю, що класична  економічна теорія і всі теорії, які вона припускає, руйнують чарівне кільце життя».
Скептично ставиться філософ і до гіпертрофованої ролі  науки:
|  | Будь-яке знання має свою тінь. Прогрес біологічних знань про природу одночасно просуває вперед процес нормалізації і контролю, який викликає ерозію дикості, тієї дикості, що виникає з власного порядку природи, що є сенсом заповідання. У ядрі сучасного об'єднання заповідання та біологічної науки... лежить протиріччя. |

На думку екофілософа, наука і політика існують для контролю і управління природою. Замість них нам потрібна нова екологічна мораль, заснована не на контролі над дикою природою, а на захисті її свободи, природності, хаосу і плутанини.

## Публікації
- Тернер Дж. Дикость и дикая природа. — К.: Киев. эколого-культурный центр, 2003. — 72 с.
- Тернер Дж. Гарри Снайдер и практика дикого // Гуманитарный экол. журн. — 2008. — В. 1. — С. 90-94.
- Turner J. Gary Snyder and the practice of the wild // Deep ecology for the 21-st century / Ed. G. Sessions. — Boston—London: Shambhala, 1995. — P. 41-47.
- Turner J. The abstract wild. — Tucson: Univ. Arizona Press, 1996. —136 p.

## Про нього
- Борейко В. Е. Философы зоозащиты и природоохраны. — К.: КЭКЦ, 2012. — 179 с.